# Henri Tresca
Henri Édouard Tresca, (Dunkerque, 12. listopada 1814. — Pariz, 21. lipnja 1885.), bio je francuski inženjer.
Tresca je studirao na École polytechnique u Parizu. Kasnije je postao profesor industrijske mehanike i zamjenik direktora na Conservatoire des arts et métiers u Parizu. Za doktorski rad  L'écoulement des solides dobio je 1862. nagradu Grand prix de mécanique Francuske akademije znanosti. Postao je član akademije iste godine a član Švedske akademije znanosti postaje 1873. godine. Njegovo ime nalazi se na popisu 72 znanstvenika ugraviranih na Eifellovom tornju.